# 맨홀 (2014년 영화)
《맨홀》(Manhole)은 2014년 10월 8일에 개봉된 대한민국의 스릴러 영화이다.

## 캐스팅
주연
- 김새론 : 수정 역
- 정유미 : 연서 역
- 정경호 : 수철 역

조연
- 조달환 : 필규 역
- 최덕문 : 종호 역
- 이영유 : 송이 역
- 성유빈 : 맨홀아이 역
- 김빈우 : 아가씨 역
- 서현우 : 남순경 역
- 김미희 : 여순경 역
- 정문엽 : 인부 1 역
- 윤대열 : 인부 2 역
- 임채선 : 동남아 인부 역
- 강덕중 : 초짜인부 역
- 하지은 : 행당녀 역
- 김재화 : 사회복지사 역
- 윤찬영 : 어린 수철 역
- 신동력 - 수철 아빠 역

우정출연
- 김구택 : 최경장 역

## 참고사항
- 김새론, 이영유는 MBC 수목드라마 《여왕의 교실》 이후로 1년만에 재회하는 작품이다.